# Tracheliastes maculatus
Tracheliastes maculatus is een eenoogkreeftjessoort uit de familie van de Lernaeopodidae. De wetenschappelijke naam van de soort is voor het eerst geldig gepubliceerd in 1835 door Kollar.